# Skeletons (Band)
Skeletons (auch: Skeleton$, Skeletons and the Girl-Faced Boys, Skeletons and the Kings of All Cities) ist eine US-amerikanische Artrockband, die 2001 gegründet wurde.

## Geschichte
Der Musiker und Regisseur Matthew Mehlan gründete Skeletons als Soloprojekt im Jahr 2001. In den folgenden Jahren scharte er eine Vielzahl an Musikern unter verschiedenen Projektnamen um sich und veröffentlichte seitdem acht Studioalben.

## Stil
In ihrer Musik verarbeiten Skeletons Elemente aus Free-Jazz, Avantgarde-Pop und ähnlichen Stilrichtungen. Über das Album „Money“ etwa schrieb Henrik Drüner in der Zeitschrift Intro:

„Denn das Album „Money“, Skeletons fünftes und die Premiere auf Tomlab, strapaziert konventionelle Hörerfahrungen. Gesangswirrwarr, Bläserangriff, Rumpelschlagzeug und andere Klangutensilien sorgen in ihrem Mix für Teilzeitirritation. Bei „Ripper a.k.a. The Pillows“ befinden sich übersteuerte Trompeten auf Nashornjagd, im Hintergrund scheppern unzählige Aufnahmespuren, um Klarheit zu verhindern.“

Im bisherigen Schaffen der Band gilt das Album „People“ als zugänglichstes Werk. Andreas Hofmann schrieb auf den Babyblauen Seiten:

„Die allzu irritierenden Momente der anderen Alben fehlen auf „People“ bzw. wirken angenehm entschärft, ohne dass die immer noch irgendwie eigenartig verschachtelten Songs dabei an Schärfe verlieren. Dieses Mal erzählt Mehlan vor allem (wahre!) Geschichten und schafft es damit, selbst die krudesten Kompositionen zu entkrampfen.“

## Diskografie

### AlsSkeletons
- 2002: Everybody Dance With Your Steering Wheel
- 2003: Life and the Afterbirth
- 2003: I’m At The Top Of The World
- 2007: Diety of Hair[4]
- 2008: Money

### AlsSkeletons & The Girl-Faced Boys
- 2005: Git

### AlsSkeletons and the Kings of All Cities
- 2007: Lucas

### AlsSkeleton$
- 2011: People